# Monastère de Fenek
Le monastère de Fenek (en serbe cyrillique : Манастир Фенек ; en serbe latin : Manastir Fenek) est un monastère orthodoxe serbe situé dans la région de Syrmie, en Voïvodine. Il est situé près du village de Jakovo, dans la municipalité de Surčin, sur le territoire de la Ville de Belgrade. En raison de sa valeur architecturale, il est inscrit sur la liste des monuments culturels de grande importance de la République de Serbie et sur la liste des biens culturels de la Ville de Belgrade.
Le monastère de Fenek se trouve à 25 km de Belgrade. Même s'il en est géographiquement éloigné, il est considéré comme l'un des 17 monastères de la Fruška gora. L'église du monastère est dédiée à la Sainte Parascève.

## Histoire
Le monastère a été fondé  par Stefan et Angelina Branković au XVe siècle ; il est mentionné pour la première fois par le moine Zaharije en 1563. Il resta sous influence ottomane jusqu'en 1717. Après sa destruction, l'église fut reconstruite entre 1793 et 1797. La chapelle du monastère date du début du XIXe siècle et elle est dédiée à la Sainte-Parascève ; une partie des peintures de l'iconostase a été réalisée par Petar Radosavljević et Aksentije Marković.
À ses débuts, le monastère de Fenek a joué le rôle d'un conservatoire de la culture serbe. Il fut le théâtre de plusieurs événements historiques importants. En 1788, Aleksa Nenadović y a rencontré l'empereur d'Autriche Joseph II. Après le Premier soulèvement serbe contre les Ottomans, Karageorges et son fils Aleksa Petrović y ont séjourné.
Au cours de la Première Guerre mondiale, le monastère fut endommagé et, en 1942, lors de la Seconde Guerre mondiale, il fut presque totalement détruit. Aujourd'hui, le monastère est reconstruit et toujours en activité.

## Architecture

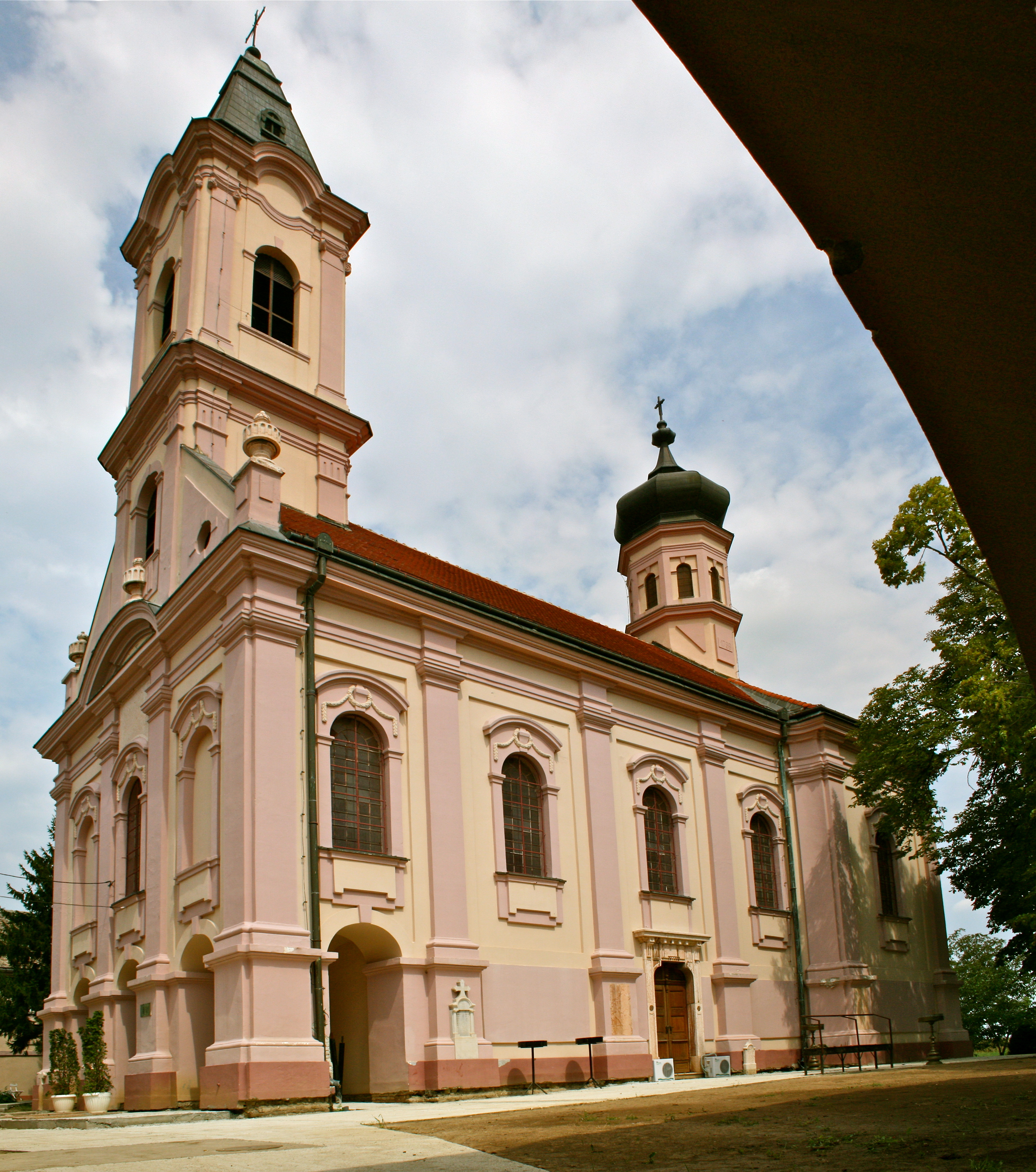
L'église du monastère